# Bohumil Havlasa

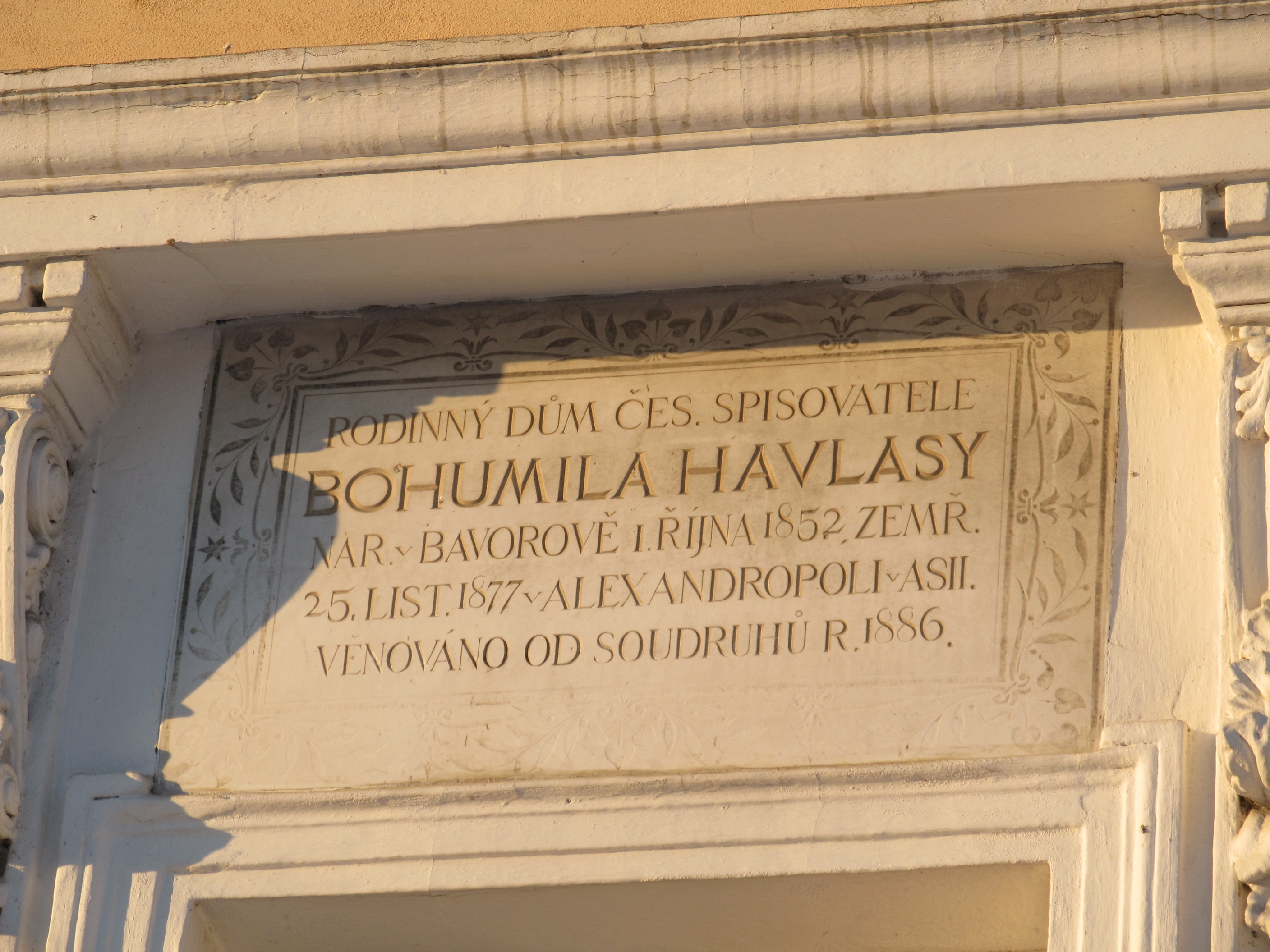
Pamětní deska na domě Bohumila Havlasy (Strunkovice nad Blanicí)

Bohumil Havlasa (1. října 1852 Bavorov – 25. listopadu 1877 Alexandropol) byl český novinář, spisovatel a dobrodruh, účastník a oběť rusko-turecké války.

## Biografie
Vystudoval gymnázium v Českých Budějovicích a Jindřichově Hradci a absolvoval pražskou obchodní akademii. Živnostenské podnikání ho ale nelákalo a místo toho se stal kočovným hercem. Brzy se ovšem ukázalo, že k herectví nemá talent a v divadle se muže uplatnit jen jako nápověda. Rozhodl se proto, že bude spisovatelem. Jeho první práci, humoresku Z potulného života, otiskl Světozor roku 1873. V Lumíru vydal povídku Na nádraží. Na radu Vítězslava Hálka pak přijal místo účetního v cukrovaru blízko Prahy, aby mohl být ve styku s předními literáty. Po vydání dalšího románu, Život v umírání, ale už roku 1874 odjel na Šumavu, která ho inspirovala k prózám V družině dobrodruha krále a Kněz Jan.
Roku 1875 odjel do Bosny na bojiště slovansko-tureckých válek jako zpravodaj Národních listů. Tam nejen psal, ale i bojoval na srbské straně. Při tureckém přepadení jednoho z klášterů se dostal do ohrožení života, ale vyvázl.
Po zkušenosti z Balkánu přijel do Prahy, kde v Ottově Salonní bibliotéce vydal román Tiché vody. Nakladatel mu nabízel i místo redaktora této edice, ale Havlasa odmítl. Napsal ještě jeden román (Drak), potom odjel do Paříže a Švýcarska a přes Bavorsko se vrátil do Prahy. Dlouho tam ale nevydržel. V roce 1876 se vypravil na Kavkaz, aby tam na straně Rusů bojoval proti Osmanské říši. Vstoupil jako dobrovolník do pluku nižegorodských dragounů. Po velmi náročném výcviku v jízdě na koni se v květnu 1877 zúčastnil bojů o Zevin (dnes v Ázerbájdžánu) a v červenci u Baškadikaru. Z bojiště posílal dopisy do časopisu Světozor. Potom spadl z koně, zlomil si žebro a odvezli ho do nemocnice v Alexandropoli. Tam zemřel na tyfus[nepřesný odkaz].

## Dílo
- Z potulného života 1873
- Život v umírání
- V družině dobrodruha krále
- Kněz Jan
- Tiché vody Dostupné online
- Drak